# Giants: Citizen Kabuto
Giants: Citizen Kabuto – gra komputerowa wyprodukowana przez Planet Moon Studios a wydana przez Interplay. Data jej premiery to 7 grudnia 2000.
Gra zawiera elementy zapożyczone ze strzelanek trzecioosobowych, strategicznych gier czasu rzeczywistego i przygodowych gier akcji.

## Fabuła
Fabuła rozgrywa się na planecie zamieszkiwanej przez tzw. Bystrzaki (podobne do gnomów stworzenia lubiące imprezy i picie piwa) oraz Władczynie Mórz (czarnowłose nagie lub prawie nagie kobiety o niebieskiej skórze). Na planecie zamieszkuje również wielki stwór zwany Kabuto. Został on stworzony za pomocą czarów przez Władczynie Mórz na rozkaz Saffo – swojej królowej. W też czasie Saffo stworzyła z czterech żywiołów dziewczynę o imieniu Delfi. Miała ona być w zamierzeniu najczystszą formą Władczyń i jedyną zdolną pokonać Kabuto. Delfi widząc zło swej matki postanowiła ją pokonać i wprowadzić rządy porządku.
Na jednej z wysp tej właśnie planety rozbijają się Mekowie (Mekaryni) – kosmonauci lubiący pizzę i piwo.
W grze gracz wciela się kolejno w następujących bohaterów:
- Baz, jeden z Meków
- Delfi
- Kabuto

### Baz
Baz ratuje od Rozpruwaczy Timmiego – znerwicowanego chłopca bystrzaka majsterkowicza. Ratuje również zawieszone przez władczynie na klifie inne Bystrzaki oraz kolejego Meka – nieco roztrzepanego i porywczego Tela. Razem z Telem omijają posterunki snajperów i odstawiają Timmiego na wyspę Sorka, gdzie mieszkają jego rodzice. Pytają ojca Timmiego, czy nie widział innego Meka – kochliwego Rega. Ten nie chce jednak współpracować dopóki Mekowie nie dostarczą mu jedzenia. Gdy przynoszą pożywienie Bystrzakowi, ten prosi ich o ocalenie jego żony. Po jej uwolnieniu, otrzymują upragnione informacje i oczyszczają z rozpruwaczy Wysoką wioskę. W końcu uwalniają Rega i z małą pomocą leniwego, ciągle przepowiadającego apokalipsę starego bystrzaka Burszurasa odnajdują pozostałych dwóch Meków. Następnie obiecują Uwolnić ich od siejącego zniszczenie Kabuta.

### Misja Delfi
Ta młoda władczyni pobiera nauki u Yana – bystrzaka samuraja, który ponoć jest jedynym bystrzakiem znającym drogę do zamku Saffo. Yan wspomina, że chyba jest jej ojcem co wywołuje wymioty u jego uczennicy. Potem samuraj przypomina sobie, że jest kochankiem nie Saffo, lecz Sandry Turkawki z Dreszczowej Wyspy, więc nie jest ojcem Delfi, co wywołuje u niej widoczną ulgę. Po ukończonym treningu księżniczka rusza zniszczyć flotę swej matki. Wygrywa też wyścig odrzunart i znajduje swą matkę koło wulkanu i pokonuje ją po zażartej walce. Daje sobie jeszcze jeden cel – zabić Kabuto. Spotyka Baza i zakochana w nim zawiązuje sojusz przeciw potworowi.

### Śmierć Kabuto
Razem zaganiają bestię na zbocze góry, i tam Delfi przy użyciu czarów transformuje się w innego Kabuto. Przegrywa jednak pojedynek i po tym jak zaklęcie przestaje działać Delfi broni się ostatkiem sił. W ostatniej chwili ratuje ją Baz i celując w jedyny słaby punkt na ciele Kabuto – zabija go. Razem z Delfi, Burszurasem i innymi Mekami wraca na Majorkę.

## Główne postacie

### Baz
Dowódca kosmicznych komandosów, jest bohaterski, szlachetny i nigdy nie cofa się z raz podjętego zadania. To on w ostatecznym rozrachunku uśmiercił Kabuto.

### Delfi
Córka Saffo stworzona z czterech żywiołów. Miała stanowić najczystszą formę władczyń. Zbuntowała się przeciwko swojej matce, z powodu zbrodni, których jej gwardziści dopuszczali się wobec Bystrzaków. Udało się jej pokonać swoją matkę i zdobyć kamień Kabuto, za pomocą którego dokonała transformacji. Zakochana (ze wzajemnością) w Bazie. Po zakończeniu wojny odleciała razem z nim na planetę Majorka.

### Saffo
Nikczemna i despotyczna królowa, matka Delfi. Próbowała podbić wyspę. Została pokonana przez Delfi, a następnie pożarta przez Kabuto, który wymknął się jej spod kontroli.

### Burszuras
Nieco pyskaty i przemądrzały, choć w sumie sympatyczny staruszek. Pomógł komandosom odnaleźć kumpla Regga. Dziadek Timmyego. Po zakończeniu wojny poleciał razem z komandosami na planetę Majorka.

### Yan – BystrzakSamuraj
Pomógł opanować Delfi swoją moc. Myślał, że jest jej ojcem, ale się pomylił. Uważa się za świetnego aktora. Ma poważną wadę wzroku, przez którą widzi podwójnie. Pod koniec Baz poradził mu operację oka.

### Timmy
Właściwie nazywa się Akhmed. 10–letni bystrzak o zszarganych nerwach, ogromnych umiejętnościach szpiegowskich (w każdym razie tak twierdził Burszuras). Zostaje złożony w ofierze Kabuto. Pod koniec gry rodzice Timmy'ego widzą jego ducha.

### Regg
Jeden z piątki komandosów. Bardzo kochliwy chłopak, który przez swoje romanse ciągle pakuje się w kłopoty.

### Tell
Kolejny komandos. Nieco porywczy, ale w sumie dobry przyjaciel. Baz musiał go ratować od upadku z urwiska.

### Gordon oraz Bennet
Dwaj kolejni komandosi. Przylecieli myśliwcem, aby wesprzeć Baza, Regga i Tela w walce z Kabuto, ale zostali przez niego strąceni i wzięci do niewoli przez władczynie. Koledzy przyszli im z pomocą, ale też zostali schwytani. Ostatecznie całą piątkę ocaliła Delfi.

### Kabuto
Gigantyczny stwór stworzony przez władczynie do obrony wysp, wymyka im się jednak spod kontroli. Jest to postać dużo większa od innych – jednym z możliwych ruchów jest zjedzenie przeciwnika. Ostatecznie ginie zabity przez Baza.

## Cenzura wersji „teen”
W związku z tym, że Delfi jest prawie naga i mogła wzbudzać podniecenie i nieść seksualne podteksty, podjęto odpowiednie kroki ku ocenzurowaniu wersji „teen”, mianowicie: wprowadzono lekką cenzurę polegającą na zawiązaniu władczyni przeźroczystej chusty we wszystkich scenach gry, a nie jak w wersji „mature” w połowie scen. Mimo to w internecie można znaleźć dodatki tworzone przez graczy które mogą zrobić bohaterkę całkowicie nagą.